# Presse universitaire Wilfrid Laurier
 (janvier 2012).
Si vous disposez d'ouvrages ou d'articles de référence ou si vous connaissez des sites web de qualité traitant du thème abordé ici, merci de compléter l'article en donnant les références utiles à sa vérifiabilité et en les liant à la section « Notes et références ».
Wilfrid Laurier University Press, basée à Waterloo, en Ontario, est un éditeur de l'écriture savante et fait partie de l'Université Wilfrid Laurier. La presse de la quatrième plus grande université au Canada, publie « WLUP » et travaille dans une variété de disciplines dans les sciences humaines et sociales — la critique littéraire, les études autochtones, la sociologie, les études environnementales, et l'histoire entre autres — ainsi que des livres culturellement importants et d'intérêt régional. Laurier Press fournit également des services d'édition à des associations savantes et des revues.
Le mandat de Laurier Press est d'introduire de nouvelles voix dans le discours écrit de la culture et la politique au Canada et d'élargir la prise de conscience et l'intérêt, la littérature canadienne - surtout l'écriture savante canadienne.